# حالا که با هم حرف نمی‌زنیم
«حالا که با هم حرف نمی‌زنیم» (انگلیسی: Now That We Don't Talk) ترانه‌ای از خواننده-ترانه‌سرای آمریکایی تیلور سوئیفت است. این ترانه به‌دست سوئیفت برای آلبوم استودیویی سال ۲۰۱۴ او، ۱۹۸۹، نوشته شد اما در فهرست نهایی قطعات آلبوم قرار نگرفت. او این ترانه را دوباره ضبط کرد و آن را با جک آنتونوف برای آلبوم مجدداً ضبط شده خود در سال ۲۰۲۳، تحت عنوان ۱۹۸۹ (نسخه تیلور) تهیه کرد. «حالا که با هم حرف نمی‌زنیم» ترانه‌ای سینث-پاپ و دیسکو است و اشعار آن در مورد انزجار از یک معشوقهٔ سابق صحبت می‌کند.
منتقدان موسیقی عموماً ساختار ترانه را جذاب و اشعار آن را شوخ‌طبع عنوان کردند و نظرات مثبتی دادند. «حالا که با هم حرف نمی‌زنیم» در رتبه دوم جدول تک‌آهنگ‌های استرالیا، کانادا، نیوزیلند، بریتانیا و ایالات متحده قرار گرفت. همچنین در جدول ۲۰۰ آهنگ جهانی بیلبورد به رتبه دوم رسید.